# 埃特訥達爾
埃特訥達爾（挪威語：Etnedal）是挪威的一個市镇，位於内陆郡，行政中心为布魯弗拉特村。市镇面积为459平方公里，人口数量为1,410人（2004年），人口密度为每平方公里3人。